# 科松河畔瓦讷
科松河畔瓦讷（法語：Vannes-sur-Cosson，法語發音：[van syʁ kɔsɔ̃]）是法国卢瓦雷省的一个市镇，位于该省南部，属于奥尔良区。

## 地理
科松河畔瓦讷（47°42'47"N, 2°12'43"E）面积35.65 平方千米，位于法国中央-卢瓦尔河谷大区卢瓦雷省，该省份为法国中北部省份，北起埃松省，西北接厄尔-卢瓦省，西南接卢瓦-谢尔省，南至涅夫勒省和谢尔省，东临约讷省，东北接塞纳-马恩省。
与科松河畔瓦讷接壤的市镇（或旧市镇、城区）包括：蒂日、索洛涅地区苏维尼、伊德、讷维昂叙利亚斯、塞讷利、维格兰。
科松河畔瓦讷的时区为UTC+01:00、UTC+02:00（夏令时）。

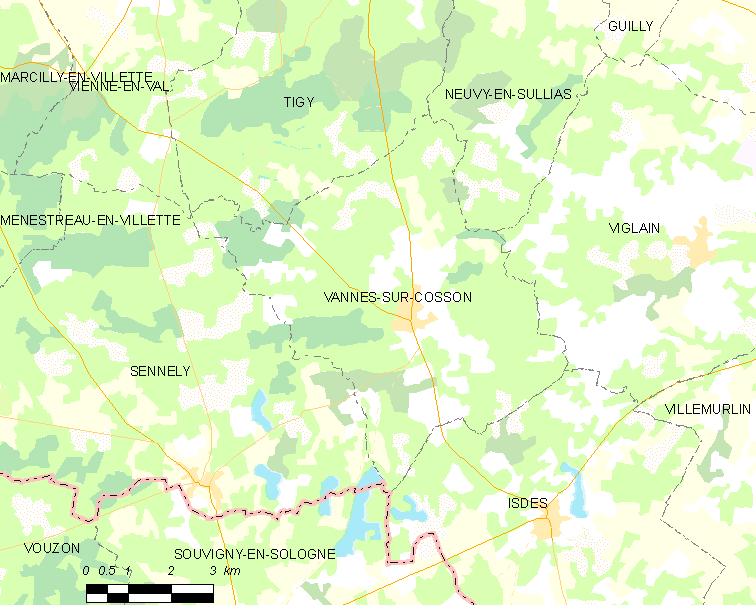
科松河畔瓦讷的OSM定位图

## 行政
科松河畔瓦讷的邮政编码为45510，INSEE市镇编码为45331。

## 政治
科松河畔瓦讷所属的省级选区为圣让勒布朗县。

## 交通
卢瓦雷省省道D13线、D83线和D120线在科松河畔瓦讷交汇。

## 人口

1962-2008年间科松河畔瓦讷人口变化图示

科松河畔瓦讷于2022年1月1日时的人口数量为602人。